# Paweł Możejko
Paweł Możejko (ur. 30 listopada 1969 w Gdyni) – polski fizyk, doktor habilitowany, profesor nadzwyczajny Politechniki Gdańskiej (PG).

## Życiorys i kariera naukowa
W 1989 ukończył  technikum mechaniczno-elektryczne w Gdańsku, z maturą oraz dyplomem „Technik mechanik” o specjalności mechanika precyzyjna i automatyka. W latach 1989–1994 studiował fizykę na Wydziale Matematyki i Fizyki Uniwersytetu Gdańskiego. W 1994 obronił pracę „Statystyki w lokalnej fizyce kwantowej”, napisaną pod kierunkiem dra hab. Władysława Majewskiego, uzyskując tytuł magistra fizyki. W tym samym roku został asystentem w Katedrze Luminescencji Molekularnej Politechniki Gdańskiej. W 2000 roku obronił rozprawę doktorską  „Zderzenia elektronów z drobinami XY4  (X=Si, Ge; Y=H, F, Cl)”, uzyskując stopień doktora nauk fizycznych (promotorem rozprawy doktorskiej był profesor Czesław Szmytkowski). Od 1 marca 2000 roku zatrudniony na stanowisku adiunkta w Katedrze Fizyki Atomowej i Luminescencji, na Wydziale Fizyki Technicznej i Matematyki Stosowanej Politechniki Gdańskiej. W latach 2001–2005 odbył trzyipółletni staż w grupie profesora Léona Sanche w Katedrze Medycyny Jądrowej i Radiobiologii na Wydziale Medycyny Uniwersytetu Sherbrooke w Kanadzie.
13 września 2013 Uchwałą Rady Wydziału Fizyki Technicznej i Matematyki Stosowanej nr 26/2013 uzyskał stopień doktora habilitowanego nauk fizycznych, w dyscyplinie fizyka.
W pracy naukowej zajmuje się teoretyczną i doświadczalną fizyką atomową i cząsteczkową, jest autorem przeszło 60 artykułów naukowych z tych dziedzin. W ramach PG pracuje w Katedrze Fizyki Atomowej, Molekularnej i Optycznej na Wydziale Fizyki Technicznej i Matematyki Stosowanej. Od 1993 jest członkiem Polskiego Towarzystwa Fizycznego.
Poza karierą akademicką gra również na trąbce, m.in. w kwartecie Columbus Ensemble, z którym wydał w 2002 płytę pod tym samym tytułem.